# Sette e mezzo
Sette e Mezzo ("sete e meio" em italiano) é um jogo de cartas italiano semelhante ao Blackjack. Em espanhol é conhecido como Siete y Media, em inglês como Seven and a Half.. É tradicionalmente jogado na Itália durante as férias de Natal. Este jogo também é conhecido em português como Sete e Meio.

## Regras
Sette e Mezzo é jogado com um baralho de 40 cartas; com baralho espanhol removem-se os oitos e os noves, e, com baralho francês removem-se os oitos, os noves e os dez. 
O valor das cartas é o seu próprio valor incluindo o Ás (1 a 7), cartas de figuras valem 1⁄2 ponto cada. O rei de ouros também conhecido por la matta tem a função de carta curinga do jogo e assume qualquer valor de 1 a 7.
Os jogadores competem contra a banca, mas não uns contra os outros. 
O objetivo do jogo é vencer a banca de uma das seguintes maneiras:
- Obter 7 1⁄2 nas duas primeiras cartas, sem que a banca obtenha 7 1⁄2;
- Alcançar uma pontuação final mais elevado do que a banca, sem exceder os 7 1⁄2; ou
- Deixar a banca tirar cartas adicionais até que exceda 7 1⁄2